# Мокачино
Мокачино (на италиански: Mocaccino или Mokaccino, на английски: caffè mocha; също mochaccino или mochachino) е топла напитка, съставена от капучино, сметана и шоколад, понякога с добавка на какао на прах. Тя е вариант на кафелате и обикновено се сервира в стъклена чаша, а не в порцеланова чаша с дръжка. Подобно на лате името му обикновено се съкращава на мока. Названието „мокачино“ се използва в Европа, а в Северна Америка напитката е известна с името „мока“.

## Етимология
Името му произлиза от 18 век от пристанищния град Мока (Mokha или Moca) в Йемен, който е бил един от центровете на ранната търговия с кафе.

## Характеристики
Подобно на кафелате мокачиното се основава на еспресо и горещо мляко, но е с добавен шоколадов аромат и подсладител, обикновено под формата на какао на прах и захар. Много разновидности вместо това използват шоколадов сироп, а някои може да съдържат черен или млечен шоколад.
Мокачиното в най-основната си формулировка може също да се нарече горещ шоколад с добавено (напр. шот) еспресо. Подобно на капучиното то обикновено съдържа отличителна млечна пяна отгоре, което е често срещано и при горещия шоколад, а понякога вместо това се сервира с бита сметана. Обикновено се поръсва с канелен прах, захар или какао на прах, а отгоре може да се добави и маршмелоу за вкус и украса.
Вариант е бялото мокачино, направено с бял шоколад вместо с млечен или черен. Има и варианти на напитката, които смесват двата сиропа; тази смес се споменава с няколко имена, включително черно и бяло мока, мраморно мока, тен мока, смокинг мока и зебра мока.
Друг вариант е мокачино, което е (двоен) еспресо шот с комбинация или от попарено мляко и какао на прах, или от шоколадово мляко. Както мокачиното, така и кафето мока може да има шоколадов сироп, бита сметана и добавено овкусяване с канела, индийско орехче или шоколадови пръчици.
Трети вариант на кафе мока е с кафе вместо еспресо като основа. Тогава комбинацията е кафе, запарено мляко и добавен шоколад. Това е същото като чаша кафе, смесен с горещ шоколад. Тогава съдържанието на кофеин в този вариант би било еквивалентно на включеното в сместа кафе.
В кафенето се сервира в стъклена чаша, така че да се виждат слоевете кафе, шоколад и млечна пяна (бито мляко). На места вместо шоколад се използва леко алкохолен шоколадов ликьор. Често се бърка с марокино.
Мокачиното има известно сходство и с бицерин – историческата торинска напитка. Друг вариант е еспресино, сервирано в Пулия с или без капка какао на повърхността. За разлика от обикновеното шоколадово капучино мокачиното съдържа по-голямо количество сметана с добавка на какао.
- Мокачино със слоеве експресо
- Мокачино с шоколадов сироп
- Мокачино мока в Нова Зеландия